# Teenage Mutant Ninja Turtles (2014)
Teenage Mutant Ninja Turtles is een Amerikaanse actie-avonturenfilm uit 2014, geregisseerd door Jonathan Liebesman. De film is een reboot van de Teenage Mutant Ninja Turtles-filmreeks, die weer gebaseerd is op de Teenage Mutant Ninja Turtles-stripboeken van Kevin Eastman en Peter Laird.
Teenage Mutant Ninja Turtles werd genomineerd voor de Razzie Awards voor slechtste film, slechtste regisseur, slechtste script en slechtste sequel. Megan Fox 'won' daadwerkelijk de Razzie Award voor slechtste bijrolspeelster.

## Verhaal
Journaliste April O'Neil (Megan Fox) doet onderzoek naar de Foot Clan. Hierbij stuit ze op een groep ninja's die tegen de Foot Clan vechten. Samen nemen ze het op tegen de Shredder, de leider van de Foot Clan, om de stad New York te beschermen.

## Rolverdeling
| Acteur           | Personage                 |
| ---------------- | ------------------------- |
| Pete Ploszek     | Leonardo                  |
| Johnny Knoxville | stem van Leonardo         |
| Alan Ritchson    | Raphael                   |
| Noel Fisher      | Michelangelo              |
| Jeremy Howard    | Donatello                 |
| Megan Fox        | April O'Neil              |
| William Fichtner | Eric Sacks                |
| Danny Woodburn   | Splinter                  |
| Tony Shalhoub    | stem van Splinter         |
| Will Arnett      | Vernon Fenwick            |
| Tohoru Masamune  | Shredder                  |
| Minae Noji       | Karai                     |
| Whoopi Goldberg  | Bernadette Thompson       |
| Abby Elliott     | Taylor                    |
| K. Todd Freeman  | Dr. Baxter Stockman       |
| Paul Fitzgerald  | Dr. O'Neil (Aprils vader) |
| Malina Weissman  | Jonge April O'Neil        |

## Achtergrond
In 2012 werd bekend dat Michael Bay een zesde film ging maken over de Teenage Mutant Ninja Turtles. De opnames begonnen in maart 2013 in Tupper Lake in de staat New York. Ook vonden de opnames plaats in New York en Long Island. De opnameproductie duurde tot augustus 2013. In januari en april 2014 vonden nog extra opnames plaats. De verschijningsdatum voor Noord-Amerika werd meerdere keren verplaatst, uiteindelijk naar 8 augustus 2014. De film ging in wereldpremière op 29 juli 2014 in Mexico-Stad. In Australië werd de poster van de film verwijderd door Paramount. De Amerikanen vonden de poster controversieel, omdat erop te zien is hoe vier schildpadden van een exploderende wolkenkrabber springen, met daaronder de tekst 11 september, de verschijningsdatum in Australië. Ze werden daardoor herinnerd aan de terroristische aanslagen op 11 september 2001.